# Kawasaki Frontale
Pour les articles homonymes, voir Kawasaki.
Maillots
Actualités
Le Kawasaki Frontale (川崎フロンターレ, Kawasaki Furontāre), est un club de football japonais. Fondé en 1955, il est basé depuis cette date dans la ville de Kawasaki dans la préfecture de Kanagawa, au sud de Tokyo. Depuis 1962, le club reçoit ses adversaires dans le Stade d'athlétisme de Todoroki.
Kawasaki fait sa première apparition dans l’élite nippone lors de la saison 1977 mais le club est relégué dès la saison suivante. Kawasaki se maintient ensuite à l'étage inférieur dans l'ombre des clubs voisins de la préfecture et devient professionnel en 1997 après avoir obtenu son indépendance vis-à-vis de l'entreprise Fujitsu. Par la même occasion, le club change son nom et ses couleurs. Depuis, Frontale est parvenu à se stabiliser en J1 League, la première division japonaise, et a découvert les compétitions asiatiques en 2007. Frontale remporte son premier championnat de première division en 2017 puis un deuxième en 2018.

## Historique
Le club est fondé en 1955 sous le nom de Fujitsu soccer club, il est le club de l'entreprise Fujitsu. Le club joue à ses débuts au niveau régional, sans avoir de reconnaissance nationale, contrairement à l'autre club de la ville, le Verdy Kawasaki avant que celui-ci déménage à Tokyo.
A la fin des années 70, le Fujitsu FC joue en deuxième division pendant deux saisons, puis après sa relégation ne parviendra plus à monter à ce niveau.
Lorsque est créé la J.League en 1992, Fujitsu inscrit le club en deuxième division et se renomme Kawasaki Fujitsu, en 1996 le  club est renommé Kawasaki Frontale. Frontale en italien signifie en avant ou à la tête. Le club devient en 1999 un des membres fondateurs de la nouvelle deuxième division, la J.League Division 2, qu'il remporte d'emblée.
En 2000, Kawasaki Frontale joue donc la première fois en J.League mais termine à la dernière place en fin de saison et retourne en deuxième division. Malgré cet échec le club se qualifie cette année pour la finale de la Coupe de la Ligue japonaise de football (perdue 0-2 contre Kashima Antlers).
En 2004, le club réussit à revenir dans l'élite du football japonais avec la manière, 29 points d'avance et une différence de but de 104 buts marqués pour 38 encaissés.
En 2006, Kawasaki Frontale termine vice-champion, et se qualifie pour la Ligue des champions de l'AFC où  il sera éliminé en quart de finale aux tirs au but.
En 2008 et 2009, le club termine de nouveau à la deuxième place, il faudra attendre 2017 pour empocher le premier titre de champion du Japon, le club rééditera son exploit l'année suivante.
En 2019, Kawasaki Frontale remporte la Supercoupe du Japon de football et la Coupe de la Ligue japonaise de football, puis en 2020 son troisième titre national. Le 1er janvier 2021, le club gagne sa première Coupe du Japon en s'imposant 1-0 contre le Gamba Osaka.
En 2021, le club remporte sont quatrième titre de champion en faisant mach nul face au Urawa Red Diamonds et avec la défaite de son dauphin les Yokohama F. Marinos, avec son quatrième titre en 5 ans il égalise leur rivaux des Yokohama F. Marinos en titre de champions. Après une saison 2023 avec une 8e place le club de Kawasaki remporte sa deuxième Coupe du Japon de son histoire en battant Kashiwa Reysol au tir au but (8-7).

## Palmarès
| Compétitions nationales | Compétitions internationales                        |
| --- | --------------------------------------------------- |
| - Championnat du Japon (4) - Champion : 2017, 2018, 2020 et 2021. - Vice-champion : 2006, 2008, 2009 et 2022. - Coupe du Japon (2) - Vainqueur : 2020, 2023 - Finaliste : 2016 - Coupe de la Ligue (1) - Vainqueur : 2019 - Finaliste : 2000, 2007, 2009 et 2017. - Supercoupe du Japon (3) - Vainqueur : 2019, 2021 et 2024. - Finaliste : 2018 et 2022 - Championnat du Japon de D2 (2) - Champion : 1999 et 2004. | - Ligue des Champions Élite (0) - Finaliste : 2025. |

## Joueurs et personnalités du club

### Entraîneurs
Le tableau suivant présente la liste des entraîneurs du club depuis 1960.
| Rang | Nom                | Période   |
| ---- | ------------------ | --------- |
| 1    | Keizo Kawada       | 1960-1966 |
| 2    | Ryoichiro Nozawa   | 1967-1972 |
| 3    | Kenji Akasaka      | 1973-1976 |
| 4    | Shigeo Yaegashi    | 1977-1981 |
| 5    | Mitsuo Fukuya (ja) | 1982-1984 |
| 6    | Shigeo Yaegashi    | 1985-1989 |
| 7    | 来海章             | 1990-1993 |

| Rang | Nom                 | Période   |
| ---- | ------------------- | --------- |
| 8    | Shen Xiangfu (en)   | 1994-1995 |
| 9    | Hiroshi Jofuku (en) | 1996      |
| 10   | Kazuo Saito         | 1997      |
| 11   | Jose Everaldo (ja)  | 1997      |
| 12   | Beto Almeida (en)   | 1998-1999 |
| 13   | Ikuo Matsumoto      | 1999      |
| 14   | Zeca                | 2000      |

| Rang | Nom               | Période   |
| ---- | ----------------- | --------- |
| 15   | Toshiaki Imai     | 2000      |
| 16   | Hiroshi Kobayashi | 2000      |
| 17   | Yoshiharu Horii   | 2001      |
| 18   | Nobuhiro Ishizaki | 2001-2003 |
| 19   | Takashi Sekizuka  | 2004-2008 |
| 20   | Tsutomu Takahata  | 2008      |
| 21   | Takashi Sekizuka  | 2009      |

| Rang | Nom                         | Période   |
| ---- | --------------------------- | --------- |
| 22   | Tsutomu Takahata            | 2010      |
| 23   | Naoki Sōma                  | 2011-2012 |
| 24   | Tatsuya Mochizuki (intérim) | 2012      |
| 25   | Yahiro Kazama               | 2012-2016 |
| 26   | Toru Oniki                  | 2017-2024 |
| 27   | Shigetoshi Hasebe           | 2025-     |

## Bilan saison par saison
Ce tableau présente les résultats par saison de Kawasaki Frontale dans les diverses compétitions nationales et internationales depuis la saison 1999.
| Saison | Championnat | Championnat | Championnat | Championnat | Championnat | Championnat | Championnat | Championnat | Championnat | Championnat | Coupe du Japon      | Coupe de la Ligue | Supercoupe | Coupes d'Asie       |
| Saison | Division    | Pos         | Pts         | J           | V           | N           | D           | BP          | BC          | Diff.       | Coupe du Japon      | Coupe de la Ligue | Supercoupe | Coupes d'Asie       |
| ------ | ----------- | ----------- | ----------- | ----------- | ----------- | ----------- | ----------- | ----------- | ----------- | ----------- | ------------------- | ----------------- | ---------- | ------------------- |
| 1999   | J2 League   | 1er         | 73          | 36          | 25          | 3           | 8           | 69          | 34          | +35         | 4e tour             | 1er tour          | -          | -                   |
| 2000   | J1 League   | 16e         | 21          | 30          | 7           | 4           | 19          | 26          | 56          | -30         | 3e tour             | Finaliste         | -          | -                   |
| 2001   | J2 League   | 7e          | 60          | 44          | 20          | 3           | 7           | 69          | 60          | +9          | Demi-finales        | Quarts de finale  | -          | -                   |
| 2002   | J2 League   | 4e          | 80          | 44          | 23          | 11          | 10          | 71          | 53          | +18         | Quarts de finale    | -                 | -          | -                   |
| 2003   | J2 League   | 3e          | 85          | 44          | 24          | 13          | 7           | 88          | 47          | +41         | 4e tour             | -                 | -          | -                   |
| 2004   | J2 League   | 1er         | 105         | 44          | 34          | 3           | 7           | 104         | 38          | +66         | 5e tour             | -                 | -          | -                   |
| 2005   | J1 League   | 8e          | 50          | 34          | 15          | 5           | 14          | 57          | 47          | +7          | Quarts de finale    | Phase de groupes  | -          | -                   |
| 2006   | J1 League   | 2e          | 67          | 34          | 20          | 7           | 7           | 84          | 55          | +29         | 5e tour             | Demi-finales      | -          | -                   |
| 2007   | J1 League   | 5e          | 54          | 34          | 14          | 12          | 8           | 66          | 48          | +18         | Demi-finale         | Finaliste         | -          | Quarts de finale    |
| 2008   | J1 League   | 2e          | 60          | 34          | 18          | 6           | 10          | 65          | 42          | +23         | 5e tour             | Phase de groupes  | -          | -                   |
| 2009   | J1 League   | 2e          | 64          | 34          | 19          | 7           | 8           | 64          | 40          | +24         | Quarts de finale    | Finaliste         | -          | Quarts de finale    |
| 2010   | J1 League   | 5e          | 54          | 34          | 15          | 9           | 10          | 61          | 47          | +14         | 4e tour             | Demi-finales      | -          | Phase de groupes    |
| 2011   | J1 League   | 11e         | 44          | 34          | 13          | 5           | 16          | 52          | 53          | -1          | 4e tour             | 2e tour           | -          | -                   |
| 2012   | J1 League   | 8e          | 50          | 34          | 14          | 8           | 12          | 51          | 50          | -1          | 4e tour             | Phase de groupes  | -          | -                   |
| 2013   | J1 League   | 3e          | 60          | 34          | 18          | 6           | 10          | 65          | 51          | +14         | Quarts de finale    | Demi-finales      | -          | -                   |
| 2014   | J1 League   | 6e          | 55          | 34          | 16          | 7           | 11          | 56          | 43          | +13         | 3e tour             | Demi-finales      | -          | Huitièmes de finale |
| 2015   | J1 League   | 6e          | 57          | 34          | 17          | 6           | 11          | 62          | 48          | +14         | 4e tour             | Phase de groupes  | -          | -                   |
| 2016   | J1 League   | 2e          | 72          | 34          | 22          | 6           | 6           | 68          | 39          | +29         | Finaliste           | Phase de groupes  | -          | -                   |
| 2017   | J1 League   | 1er         | 72          | 34          | 21          | 9           | 4           | 71          | 32          | +39         | Quarts de finale    | Finaliste         | -          | Quarts de finale    |
| 2018   | J1 League   | 1er         | 69          | 34          | 21          | 6           | 7           | 57          | 27          | +30         | Quarts de finale    | Quarts de finale  | Finaliste  | Phase de groupes    |
| 2019   | J1 League   | 4e          | 60          | 34          | 16          | 12          | 6           | 57          | 34          | +23         | Huitièmes de finale | Vainqueur         | Vainqueur  | Phase de groupes    |
| 2020   | J1 League   | 1er         | 83          | 34          | 26          | 5           | 3           | 88          | 31          | +57         | Vainqueur           | Demi-finales      | -          | -                   |
| 2021   | J1 League   | 1er         | 92          | 38          | 28          | 8           | 2           | 81          | 28          | +53         | Demi-finale         | Quarts de finale  | Vainqueur  | Huitième de finale  |
| 2022   | J1 League   | 2e          | 66          | 34          | 20          | 6           | 8           | 65          | 42          | +23         | 3e tour             | Quarts de finale  | Finaliste  | Phase de groupes    |
| 2023   | J1 League   | 8e          | 50          | 34          | 14          | 8           | 12          | 51          | 45          | +6          | Vainqueur           | Phase de groupes  | -          | Huitième de finale  |
| 2024   | J1 League   | 8e          | 52          | 38          | 13          | 13          | 12          | 66          | 57          | +9          | 3e tour             | Demi-finales      | Vainqueur  | Finaliste           |
| Saison | Division    | Pos         | Pts         | J           | V           | N           | D           | BP          | BC          | Diff.       | Coupe du Japon      | Coupe de la Ligue | Supercoupe | Coupes d'Asie       |
| Saison | Championnat |             |             |             |             |             |             |             |             |             | Coupe du Japon      | Coupe de la Ligue | Supercoupe | Coupes d'Asie       |

## Image et identité
En acquérant en 1997 l'indépendance vis-à-vis de l'entreprise Fujitsu, le Kawasaki Frontale change de nom ainsi que de couleurs.
Les dirigeants décident du nom Frontale qui signifie en italien « l'avant, le front ». Le mot exprime l'esprit du club à vouloir toujours rester sur le devant de la scène,.
Le 27 mars 1997, le club conclut un accord de partenariat avec le Grêmio Porto Alegre, alors champion en titre du Brésil, dans le cadre d'une promotion visant à renforcer la J.League. Ainsi, Frontale reprend les couleurs du Grêmio qui sont le bleu ciel, le noir et le blanc.